# مینا حاجیان
مینا حاجیان (فارسی: مینا حاجی؛ زادهٔ ۱۰ اکتبر ۱۹۷۵) مجری رادیو ایرانی‌تبار اهل نروژ است.